# Анђелина балерина
Aнђелина балерина: Следећи кораци британска је анимирана серија.
У Србији, Црној Гори, Босни и Херцеговини и Македонији серија је почела са емитовањем 2010. на каналу Ултра, синхронизована на српски језик. Синхронизацију је радио студио Loudworks. Касније је емитована и на каналима Minimax, Happy Kids, Decija TV, Mini Ultra, Pink Kids и Pink Super Kids. Другу сезону, приказану на Минимаксу, синхронизовао је студио Студио. Ima DVD издања.

## Радња
Као балерина, Анђелинин живот се врти око плеса, певања и наступа, породице, пријатеља, пријатељства и праћења њених снова. У овој серији се осмогодишња Анђелина и њена породица селе на другу страну Чипинг Чедара да похађају школу извођачких уметности под називом Камемберт Академија. Садржи деби госпође Мими, Анђелининог новог учитеља и нових пријатеља као што су Вики, Марко, Грејси и Еј Џеј, као и њена најбоља другарица Алис, која се придружује Академији Камемберт.

## Ликови
- Aнђелина је вредни, тихи и меког гласа, мали бели миш, који воли да плеше и увек сања да постане позната балерина.
- Госпођица Мими је директор академије Камемберт и свима је узор. Она је модерна, млада, забавна и брижна. Она обожава мале мишеве колико и они њу, и воли да их инспирише својом живом маштом. Њена фраза је "Браво, студенти! Чудесна музика и плес!"
- Алис је Анђелинина најбоља другарица меког гласа, која је веома вешта у гимнастици. Она је оптимистична, ентузијастична, живахна, весела и увек спремна за нову авантуру. Љубазна и са златним срцем, Алис је помало заборавна, али ће се трудити више од свих осталих.
- Вики је Анђелинина другарица. Воли етничке и необичне форме плеса, а прва ће пробати било шта ново. Она је љубитељ ирске музике и одличан басиста. Она воли да се издваја из гомиле и да ради ствари на свој начин.
- Тата је Анђелинин и Полин отац. Ради као репортер. У једној од епизода је откривено да је био бубњар у рок бенду.
- Мама је Анђелинина и Полина мајка. Она даје глас разума који је младој балерини, Анђелини, потребан. У једној од епизода открива се да је некада била балерина.
- Поли је Анђелинина 4-годишња сестра. Поли је нестрпљива мишица кад год Анђелина одвоји време да јој покаже неке од основа балета. Када постоје кораци које не може да копира, Поли радо измишља своје. Њена фраза је "Волим те, Анђелина!"
- Марко је Анђелинин друг. Марко воли да свира и слуша музику. Осим што воли музику, он је такође одушевљен спортом, посебно фудбалом. Марко је сам научио да свира више инструмената, а његов омиљени музички инструмент су конга бубњеви. Марко понекад упада у проблеме због Анђелининих великих идеја. Такође је одличан бубњар.
- Еј Џеј је Анђелинин друг, хип-хоп студент.

## Улоге
| Име лика       | Глас на српском (Лаудворкс) |
| Анђелина       | Сања Поповић                |
| Поли           | Мина Ненадовић              |
| Марко          | Андреј Рашета               |
| Еј Џеј         | Милан Антонић               |
| Вики           | Александра Поповић          |
| Алис           | Јана Ненадовић              |
| Мама           | Бојана Стефановић           |
| Тата           | Зоран Ћосић                 |
| Госпођица Мими | Александра Поповић          |